# العلاقات البرازيلية الكرواتية
العلاقات البرازيلية الكرواتية هي العلاقات الثنائية التي تجمع بين البرازيل وكرواتيا.

## مقارنة بين البلدين
هذه مقارنة عامة ومرجعية للدولتين:
| وجه المقارنة                                              | البرازيل | كرواتيا                                                  |
| --------------------------------------------------------- | --- | -------------------------------------------------------- |
| المساحة (كم2)                                             | 8.52 مليون | 56.59 ألف                                                |
| عدد السكان (نسمة)                                         | 202.66 مليون | 4.11 مليون                                               |
| الكثافة السكانية (ن./كم²)                                 | 23.79 | 72.63                                                    |
| العاصمة                                                   | برازيليا، ريو دي جانيرو | زغرب                                                     |
| اللغة الرسمية                                             | برتغالية برازيلية، Brazilian Sign Language ‏ | اللغة الكرواتية                                          |
| العملة                                                    | ريال برازيلي، كروزيرو ريال برازيلي ‏، كروزيرو البرازيلية (1990–1993)، البرازيلي كروزادو نوفو، كروزادو برازيلي، cruzeiro ‏، كروزيرو البرازيلية (1942–1967)، الريال البرازيلي (قديم) | كونا كرواتية                                             |
| الناتج المحلي الإجمالي (بليون دولار)                      | 2.06 تريليون | 54.85 مليار                                              |
| الناتج المحلي الإجمالي (تعادل القوة الشرائية) بليون دولار | 3.22 تريليون | 94.64 مليار                                              |
| الناتج المحلي الإجمالي الاسمي للفرد دولار أمريكي          | 8.54 ألف | 11.54 ألف                                                |
| الناتج المحلي الإجمالي للفرد دولار أمريكي                 | 15.89 ألف | 21.64 ألف                                                |
| مؤشر التنمية البشرية                                      | 0.754 | 0.818                                                    |
| رمز المكالمات الدولي                                      | +55 | +385                                                     |
| رمز الإنترنت                                              | .br | .hr                                                      |
| المنطقة الزمنية                                           | | توقيت وسط أوروبا، ت ع م+01:00، ت ع م+02:00، أوروبا/زغرب ‏ |

## منظمات دولية مشتركة
يشترك البلدان في عضوية مجموعة من المنظمات الدولية، منها:
| علم المنظمة | اسم المنظمة                        | تاريخ انضمام البرازيل | تاريخ انضمام كرواتيا |
| ----------- | ---------------------------------- | --------------------- | -------------------- |
|             | الاتحاد البريدي العالمي            | ?                     | ?                    |
|             | يونسكو                             | 4 نوفمبر 1946         | 1 يونيو 1992         |
|             | البنك الدولي للإنشاء والتعمير      | 14 يناير 1946         | 25 فبراير 1993       |
|             | منظمة التجارة العالمية             | ?                     | ?                    |
|             | وكالة ضمان الاستثمار متعدد الأطراف | 7 يناير 1993          | 19 مارس 1993         |
|             | الاتحاد الدولي للاتصالات           | 4 يوليو 1877          | 3 يونيو 1992         |
|             | منظمة الشرطة الجنائية الدولية      | ?                     | ?                    |
|             | مؤسسة التمويل الدولية              | 31 ديسمبر 1956        | 25 فبراير 1993       |
|             | مجموعة الموردين النوويين           | ?                     | ?                    |
|             | الأمم المتحدة                      | 24 أكتوبر 1945        | 22 مايو 1992         |
|             | مؤسسة التنمية الدولية              | 15 مارس 1963          | 25 فبراير 1993       |
|             | الفريق المعني برصد الأرض           | ?                     | ?                    |
|             | منظمة حظر الأسلحة الكيميائية       | ?                     | ?                    |

## أعلام
هذه قائمة لبعض الشخصيات التي تربطها علاقات بالبلدين:
- أنجيلكا (ممثلة برازيلية، 30 نوفمبر 1973[23] – )
- جاكلين بيتكوفيتش (ممثلة برازيلية، 10 نوفمبر 1980[24] – )

## وصلات خارجية
- موقع وزارة الخارجية البرازيلية
- موقع وزارة الخارجية الكرواتية